# 宮坂淳
宮坂 淳（みやさか あつし、1968年 - ）は、日本のクリエイティブディレクター、アートディレクター、グラフィックデザイナー。

## 来歴
長野県諏訪市出身。武蔵野美術大学造形学部視覚伝達デザイン学科卒業後、株式会社博報堂入社。
博報堂在籍中はグラフィック媒体のデザイン以外に、CMの企画・演出やwebサイトのクリエイティブディレクションも行い、印刷物、映像、オンラインメディア等のデザインワークを担当。
デザインスタジオsnowfall代表。

### 経歴
- 長野県諏訪市生まれ
- 長野県下諏訪向陽高等学校卒業
- 1990年 - 武蔵野美術大学造形学部視覚伝達デザイン学科卒業
- 1990年 - 株式会社博報堂入社
- 1992年-オリジナルフォント[1]をオンライン配布開始
- 1999年 - 博報堂を退職、同年株式会社FRUITを設立
- 2012年 - snowfall設立
- 2015-2016年 - 東京工芸大学非常勤講師
- 東京スマートフォンAPPアワード審査員。

## 作品

### 広告キャンペーン
- スーパードライ（アサヒビール：1990）
- スプリンタートレノ（トヨタ自動車：1990）アートディレクション担当
- 植物物語（ライオン：1992）デザイン担当
- フロム・エー（リクルート：1990〜1992）デザイン担当
- 太陽と風のビール（キリンビール：1995）アートディレクション担当
- プレイステーション（ソニー・コンピュータエンタテイメント）
- 石鹸ホワイト（花王） CM企画担当
- プリンセス・プリンセス解散キャンペーン（ソニーミュージック：1996）アートディレクション担当
- TUBEサマーキャンペーン（ソニーミュージック：1996）アートディレクション担当
- ミニッツメイド（日本コカコーラ株式会社）アートディレクション担当
- Dr.DRIVE（ENEOS：2008） クリエイティブディレクション担当

### プロダクトデザイン
- 植物物語（ライオン：1992）デザイン担当
- 太陽と風のビール（キリンビール：1995）アートディレクション担当
- ON T’ADOLE（セジョンティ：2023）クリエイティブディレクション：アートディレクション
- 純米大吟醸酒『野良[2]』（酒ぬのや本金酒造：2023）
- 本金ショコラ（酒ぬのや本金酒造：2024）
- KISHIN SHINOYAMA whisky “DEATH VALLEY[3]（篠山紀信：小学館集英社プロダクション：2023）
- Rock on Company SHOP BAG “PLUGGING into THE FUTURE.”(メディアインテグレーション:2023)
- FREE WATER SPOT “swee[4]”（国立信州大学:2022)

### サイト
- 羅針盤　日産自動車初のオフィシャルサイト（日産自動車：1997）
- セブンスター（JT：2006）
- ミニッツメイド（日本コカ・コーラ）
- 爽健美茶（日本コカ・コーラ）
- シノヤマネット（小学館）

### ジャケットワーク
- プリンセス プリンセス『LAST PRINCESS』（ソニーミュージック：1996）
- プリンセス・プリンセス『The Greatest Princess』（ソニーミュージック：1996）
- NIRGILIS『テニス』（トイズファクトリー：2003）
- 『digi+KISHIN』全23巻（篠山紀信：小学館）
- 『DEAUVILLE NUVVILE』（篠山紀信：小学館）構成・編集・アートディレクション担当

- Team Shinoyama『窓からスカイツリーが見える』（篠山紀信：小学館）
- 『ILE NOIRE 黒い島』（篠山紀信：小学館）
- 『マナミ by KISHIN』（篠山紀信・橋本マナミ：小学館）
- 『トオイと正人』（監督 小林紀晴 2021）

### ブックデザイン
- 『night rainbow』（高砂淳二：小学館）
- 『BLUE』高砂淳二：小学館）
- 『children of the Rainbow』（高砂淳二：小学館）
- 『夜の虹の向こうへ』（高砂淳二：小学館）
- 『ASTRA』（高砂淳二：小学館）
- 『yes』（高砂淳二：小学館）
- 『LIGHT on LIFE』（高砂淳二：小学館）
- 『AUROLA DANCE』（中垣哲也・小学館）
- 『えいたとハラマキ』（北阪昌人・おくやまゆか：小学館）
- 『WA!』（古見きゅう・小学館）
- 『WA!』DREAM LAB 5000ver[5]（古見きゅう・Canon）
- 『51 ウーイー世界で一番小さく生まれたパンダ』（小学館）
- 『小さなキミ』（小学館）
- 『SILENT NIGHT』（吉村和敏・石田衣良：小学館）
- 『宙の月光浴』（石川賢治：小学館）
- 『TIO’S ISLAND』（竹沢うるま・池澤夏樹：小学館）
- 『ありがとう わさびちゃん』（小学館）
- 『HUG! friends』（丹葉暁弥：小学館）
- 『HUG! earth』（丹葉暁弥：小学館）
- 『HUG! today』（丹葉暁弥：小学館）
- 『鮨 JIRO GASTRONOMY』（すきやばし次郎：小学館）
- 『きせきのしま』（むらいさち：小学館）
- 『あかるいほうへ』（Ritsuko：小学館）
- 『シリーズ　N BOOKS』（日本カメラ）
- 『ティNa EROス by KISHIN[6]』（篠山紀信・玉城ティナ：小学館）
- 『MANAMI by KISHIN』（篠山紀信・橋本マナミ：小学館）
- 『MAI OHTANI by KISHIN』（篠山紀信・大谷麻衣：小学館）
- 『AKI MIZUSAWA 1977-2020』（篠山紀信・水沢アキ：小学館）
- 『follow me』（井上浩輝：日経ナショナル ジオグラフィック）
- 『動物の方舟』（ジョエル・サートレイ：日経ナショナル ジオグラフィック）
- 『鳥の方舟』（ジョエル・サートレイ：日経ナショナル ジオグラフィック）
- 『PLANET of WATER』（高砂淳二：日経ナショナル ジオグラフィック）
- 『美しきウクライナ』（日経ナショナル ジオグラフィック 2023）
- 『MINIATURE TRIP in JAPAN』（田中達也：小学館）
- 『MINIATURE TRIP AROUND THE WORLD』（田中達也：小学館）
- 『アバターと共生する未来』（石黒浩：集英社 2023）

### 映像作品
- 『digi+KISHIN』（篠山紀信：小学館）構成・編集・アートディレクション担当
- 『DEAUVILLE NUVVILE』（篠山紀信：小学館）構成・編集・アートディレクション担当

### 劇場公開映画
- 『ILE NOIRE 黒い島[7][8]』（監督　篠山紀信：小学館）構成・編集・アートディレクション担当
- 『トオイと正人』（監督 小林紀晴）楽曲選曲

### 展示構成
- FantaSea[9][10]（むらいさち：ITOCHU SDGs STUDIO）
- JAPAN'S SEA[11]（古見きゅう：CANON S GALLERY）

### TV
- 『お伝と伝じろう』タイトルデザイン、各種グラフィック（NHKエデュケーショナル・ディレクションズ）

## 著書
- Fontographers BOLD1.01[12]（執筆参加・翔泳社：2000）

## 賞歴
- 毎日広告賞 優秀賞
- 読売広告賞最 優秀賞
- ロンドン広告祭 シルバー
- 東京タイポディレクターズクラブ 入賞
- 東京アートディレクターズクラブ ノミネート
- 通商産業大臣賞